# Tamniès
Tamniès település Franciaországban, Dordogne megyében. Lakosainak száma 405 fő (2022. január 1.). Tamniès Valojoulx, Sarlat-la-Canéda, Peyzac-le-Moustier, Sergeac, Marquay, Marcillac-Saint-Quentin és La Chapelle-Aubareil községekkel határos.

## Népesség
A település népessége az elmúlt években az alábbi módon változott:
| Lakosok száma | 316  | 284  | 313  | 301  | 381  | 382  | 384  | 386  | 392  | 405  |
|               | 1968 | 1982 | 1990 | 2006 | 2013 | 2015 | 2017 | 2019 | 2020 | 2022 |